# Gunnar Strømvad
Gunnar Halvor Strømvad (* 12. Mai 1908 in Odense; † 6. Dezember 1972 in Sundby, Amager) war ein dänischer Schauspieler.

## Leben
Gunnar Strømvad wuchs in Odense auf, wo er auch seine Schauspielausbildung absolvierte. Er war als Darsteller zunächst am Odense Teater engagiert. Danach wechselte er zum Königlichen Theater Kopenhagen, wo er langjähriges Ensemblemitglied war. Als Schauspieler stand er von 1940 bis 1971 in mehr als 50 Film- und Fernsehproduktionen vor der Kamera.
Strømvad war ab September 1933 mit Emily Andersen (1904–?) verheiratet. Die Ehe blieb kinderlos.
Gunnar Strømvad starb am 6. Dezember 1972 im Alter von 64 Jahren in Sundby (Amager), wo er auch beigesetzt wurde.

## Filmografie (Auswahl)
- 1941: Rund um die Liebe (Alle gaar rundt og forelsker sig)
- 1954: Kalles Abenteuer beim Film (Jan går til filmen)
- 1955: Dr. Knock
- 1962: Das tosende Paradies (Det tossede paradis)
- 1963: Das tosende Himmelbett (Pigen og pressefotografen)
- 1964: Tod bei Tisch (Døden kommer til middag)
- 1964: Tine
- 1965: Siebzehn – Vier Mädchen machen einen Mann (Sytten)
- 1965: Kaliber 7,65 – Diebesgrüße aus Kopenhagen (Slå først, Frede!)
- 1966: Slap af, Frede!
- 1966: Tugend läuft Amok (Dyden går amok)
- 1967: Mögen Sie Austern? (Ka' De li' østers)
- 1968: Die Olsenbande (Olsen-banden)
- 1970: Rend mig i revolutionen
- 1970: Oh, diese Mieter! (Huset på Christianshavn, Fernsehserie, 2 Folgen)
- 1971: Die Olsenbande fährt nach Jütland (Olsen-banden i Jylland)
- 1971: Ballade på Christianshavn